# Franciszek de Paula Pisztek
Franciszek de Paula Pisztek, czes. František Pištěk (ur. 6 kwietnia 1786 w Prčicach, zm. 1 lutego 1846 we Lwowie) – czeski duchowny rzymskokatolicki, biskup pomocniczy praski w latach 1824–1832, biskup diecezjalny tarnowski w latach 1832–1836, arcybiskup metropolita lwowski i prymas Galicji i Lodomerii w latach 1836–1846.

## Życiorys
Studiował w Pradze. W 1808 przyjął święcenia kapłańskie. Był proboszczem w Přešticach, a także kanonikiem i wikariuszem kapitulnym diecezji praskiej.
27 września 1824 został mianowany biskupem pomocniczym archidiecezji praskiej ze stolicą tytularną Azotus (biskupstwo Cezarea Nadmorska w Palestynie).
24 lutego 1832 został przeniesiony na biskupa diecezjalnego diecezji tarnowskiej. Ingres do katedry tarnowskiej odbył 10 czerwca 1832. Położył duże zasługi dla rozwoju praktyk rekolekcji kapłańskich w diecezji, dbał o seminarium duchowne. Sprowadził do pracy w diecezji tarnowskiej wielu duchownych czeskich.
11 lutego 1836 został promowany na arcybiskupa metropolitę lwowskiego z tytułem prymasa Galicji i Lodomerii, jako następca Franciszka Luschina. W okresie jego rządów arcybiskupich powstał pałac metropolity we Lwowie oraz małe seminarium duchowne. Pisztek zreorganizował podział archidiecezji na dekanaty, powołał do życia Towarzystwo Wstrzemięźliwości oraz prowadził działalność charytatywną. 13 kwietnia 1845 otrzymał honorowe obywatelstwo Lwowa.
Jego następcą na arcybiskupstwie lwowskim został mianowany Wilhelm Wacławiczek, jednak ponieważ nie objął on urzędu, faktycznie kolejnym arcybiskupem był Łukasz Baraniecki.